# Daniel Zovatto
Daniel Zovatto est un acteur américano-costaricien né le 28 juin 1991 à San José.

## Biographie
Daniel Zovatto Blanco naît le 28 juin 1991 à San José (Costa Rica).

## Carrière
Après s'être installé à New York, où il a commencé par le théâtre, avant de jouer dans les courts métrages, 55 Days et The Return, en 2011 et 2012.
Il a ensuite déménagé à Los Angeles, où il a fait ses débuts au cinéma dans le film d'horreur indépendant, Beneath réalisé par Larry Fessenden en 2013. Plus tard cette année-là, il a décroche le rôle principal de Neils Hirsch dans le film Innocence, aux côtés de Linus Roache et Stephanie March.
En 2014, il fait ses débuts à la télévision dans la première saison d'Agents of S.H.I.E.L.D, puis il enchaîne avec un rôle durant quelques épisodes où il incarne Gideon LeMarchal, le frère de Margaux LeMarchal (Karine Vanasse) dans la série Revenge aux côtés d'Emily VanCamp et Christa B.Allen.
En 2015, il est présent au cinéma dans les films Girls Only, avec Chloë Grace Moretz, Keira Knightley et Mark Webber et It Follows de David Robert Mitchell. Ce dernier fut salué par la critique.
En 2016, il a joué un rôle dans Don't Breathe, un film d'horreur réalisé par Fede Álvarez avec Dylan Minnette, Jane Levy et Stephen Lang. Cette même année, il joue dans quelques épisodes de la série d'AMC : Fear the Walking Dead.
En 2018, il obtient un des rôles secondaires dans la série Here and Now et joue dans le film Lady Bird de Greta Gerwig. L'année suivante, il est à l'affiche du premier film de Jouri Smit : Heavy avec Sophie Turner. Le film est en compétition au Festival du cinéma américain de Deauville de 2019.
En 2020, il obtient un des rôles principaux du spin-off de Penny Dreadful, intitulé Penny Dreadful : City of Angels qui est diffusée sur Showtime.

## Filmographie

### Cinéma

#### Longs métrages
- 2013 : Beneath de Larry Fessenden : Johnny
- 2013 : Innocence : Neils Hirsch
- 2015 : It Follows de David Robert Mitchell : Greg Hannigan
- 2015 : Girls Only (Laggies) de Lynn Shelton : Junior
- 2016 : Don't Breathe : La Maison des ténèbres (Don't Breathe) de Fede Alvarez : Money
- 2018 : Lady Bird de Greta Gerwig : Jonah Ruiz
- 2019 : Vandal de Jose Daniel Freixas : Nick 'Damage' Cruz
- 2019 : Heavy de Jouri Smit : Seven
- 2020 : Flinch de Cameron Van Hoy : Joe Doyle
- 2023 : L'Exorciste du Vatican (The Pope's Exorcist) de Julius Avery
- 2024 : Une femme en jeu (Woman of the Hour) d'Anna Kendrick : Rodney Alcala
- 2026 : The Basics of Philosophy de Paul Schrader

#### Courts métrages
- 2011 : 55 Days de Sasha Pick-Crystal : Raphael
- 2012 : The Return d'Ursula Grisham : Sebastian

### Télévision

#### Séries télévisées
- 2014 : Marvel : Les Agents du SHIELD (Marvel's Agents of S.H.I.E.L.D.) : Seth Dormer
- 2014 : Revenge : Gideon LeMarchal
- 2016 : Fear the Walking Dead : Jack Kipling
- 2016 : Une nuit en enfer (From Dusk Till Dawn : The Series) : Tommy
- 2016 : The Deleted : Logan
- 2017 : Dimension 404 : Zach
- 2018 : Here and Now : Ramon Bayer-Boatwright
- 2020 : Penny Dreadful : City of Angels : Santiago "Tiago" Vega